# Латгальский язык

Доля жителей, повседневно использующих латгальский, согласно переписи 2011 года по самоуправлениям

Латгальский язык (латг. latgaļu volūda) — язык, на котором говорят латгальцы — жители Латгалии, восточной части Латвии. Часть языковедов считает латгальский язык отдельным языком (третьим живым балтийским языком наряду с латышским и литовским), хотя в Латвии «письменный латгальский язык» официально считается «исторической разновидностью латышского языка» (латыш. latviešu valodas vēsturiskais paveids, цитируются формулировки Закона о языках), а латгальские говоры рассматривают как верхнелатышский диалект латышского языка.
Своеобразность современного латгальского по сравнению с латышским, по мнению автора книги «Этноцид латгалов в Латвии» Валериана Иванова, подтверждается следующим:
- латгальский сохранил больше архаичных черт древнелатгальского племенного языка, чем другие коренные диалекты и говоры Латвии;
- латгальский отображает, в первую очередь, языковые процессы, происходившие в древнелатгальском и древнеселонском племенных языках, в то время как при становлении латышского важную роль играли земгальский и куршский племенные языки;
- на основании латгальских диалектов в XVIII веке сложился латгальский литературный язык, ставший языком молитвенников, азбук, сборников песен и проповедей, что способствовало сохранению латгальской языковой идентичности; это произошло в условиях политического и религиозного разделения в течение нескольких веков между католической Латгалией (входившей в состав Речи Посполитой и Курляндского герцогства) и протестантской остальной частью Ливонии (принадлежавшей Швеции, а после Северной войны — Российской империи).

## История

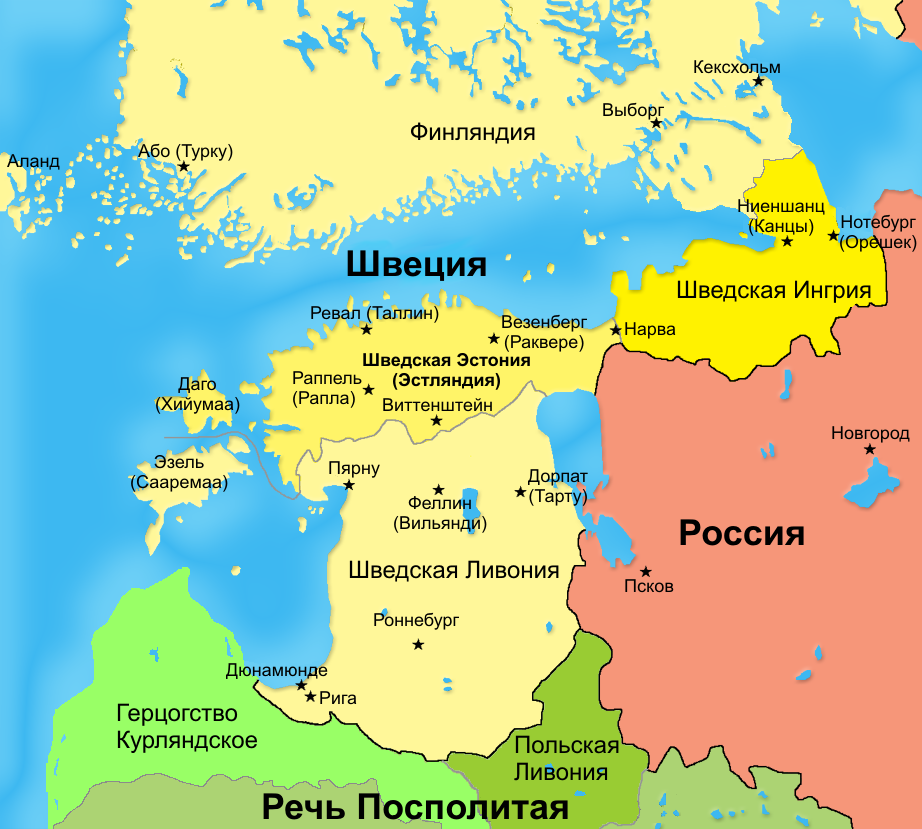

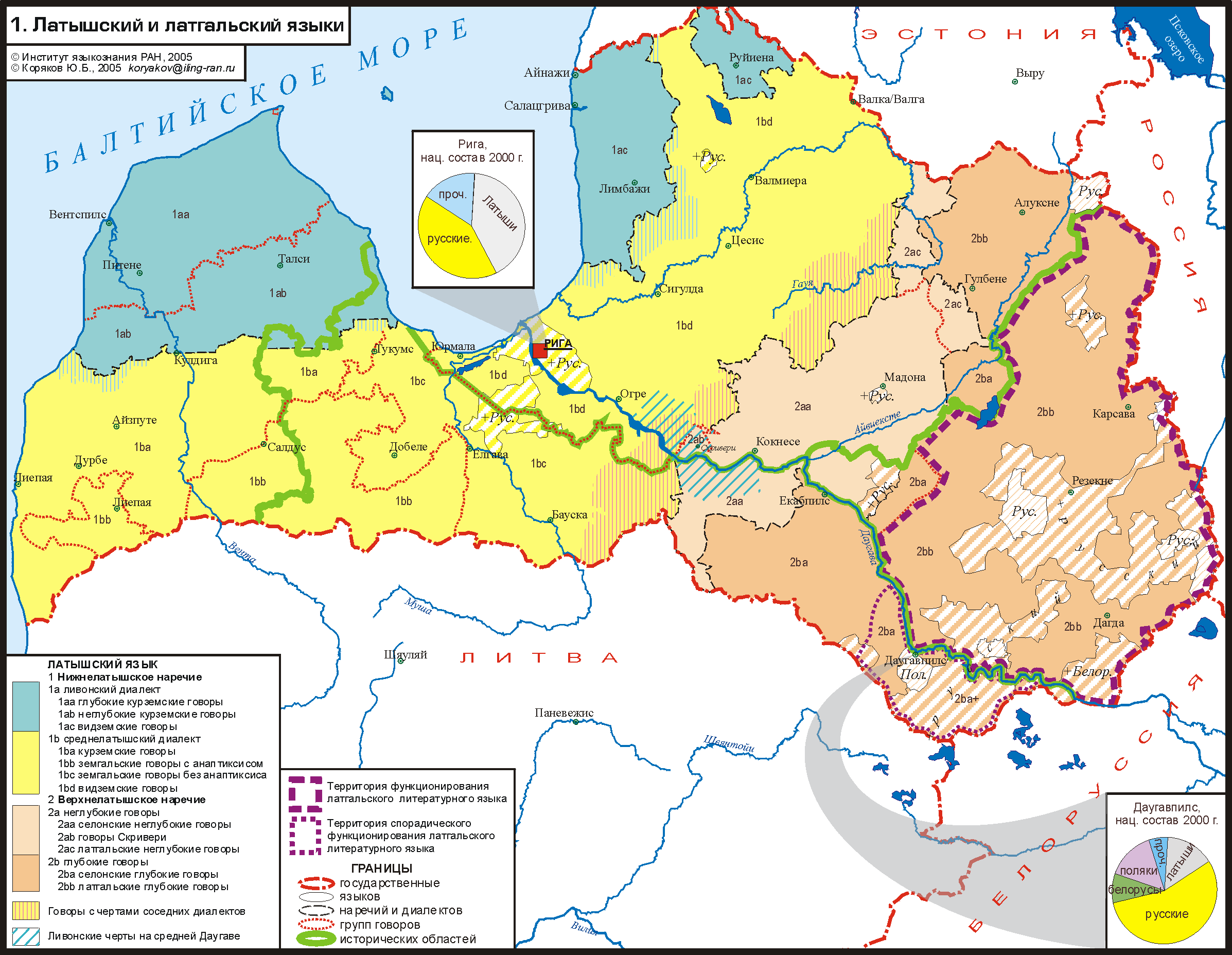
Территория распространения латгальского языка

Литературная традиция латгальского языка начала развиваться в XVIII веке. Первая сохранившаяся книга — «Evangelia toto anno» («Евангелия на целый год») вышла в 1753 году. Орфографическая система была произведена на основе орфографии польского языка и использовала латинский алфавит (в остальной Латвии использовалась орфография на основе немецкого языка и готический шрифт). Многие латгальские книги XVIII—XIX веков были написаны иезуитами, приехавшими из Европы в Латгалию — северо-восточный оплот католицизма. В основном издавались книги религиозного содержания, католические календари и духовная поэзия.
После Польского восстания 1863 года в Северо-Западном крае Российской империи (куда входила Латгалия) с 1865 года было запрещено издание книг латинским шрифтом. Этот запрет коснулся и латгальского языка и оставался в силе до 1904 года. В период запрета были доступны только нелегальные католические тексты и рукописные издания (например, календари крестьянина-самоучки Андривса Юрджса).
Исследователь латгальского языка и составитель компаративного «Санскрито-латгало-латышского словаря» Валериан Иванов утверждает, что запрет латиницы позволил сохранить аутентичность латгальского языка, не подвергшегося кампании создания «новоязов» в восточноевропейских странах, так же как победа Александра Невского в Ледовом побоище спасла латгалов от католической колонизации и позволила сохранить их язык в XIII—XIV веках.
С 1904 года началось быстрое возрождение латгальской литературной традиции — появились газеты, книги и грамматики. При этом составлением книг занимались латыши, используя латышскую, а не латгальскую фонетику и морфологию. Для записи применялась латиница, а не более подходящая для латгальского кириллица, в результате чего для записи были взяты 9 гласных и 24 согласных, тогда как для полноценной записи требовалось 18 гласных и 35 согласных (включая мягкие) букв. Значению интонации в речи и смыслоразличительной функций звуков не было уделено никакого внимания.
26—27 апреля (9—10 мая по новому стилю) 1917 года состоялся Конгресс латышей Латгалии, на котором было принято решение о воссоединении Латгалии с остальной Латвией, оговоривший в своей резолюции право языкового самоопределения. В 1919 году в Социалистической Советской Республике Латвии, возглавляемой П. И. Стучкой, латгальский язык был провозглашён официальным на территории восточных уездов Латвии. В 1934 году, после переворота Карлиса Улманиса, использование латгальского языка было фактически запрещено — на латышский язык перешли школы, прекратилось издание периодики (формально на неё требовалось разрешение полиции), латгальский язык исчез из театров.
В 1920—30-е годы в Сибири, куда в ходе Столыпинской аграрной реформы переселились несколько тысяч латгальцев, наладилось преподавание латгальского языка в школах, открылось латгальское отделение в Ачинском педагогическом техникуме, выпускались книги, газеты (Taisneiba, Jaunais Latgalīts) и журналы (Ceiņas Karūgs, Gaisma) на латгальском языке. Развитие латгальского языка в Сибири было прервано репрессиями 1937—1938 годов.
После включения Латвии в состав СССР в 1940 году латгальский язык был разрешён (такое же положение сохранялось и при немецкой оккупации 1941—1944 годов), но с 1959 года издание печатной продукции по сути остановилось вплоть до 1989 года. В это время сочинения на латгальском языке продолжали выходить в эмиграции.
Изначально литературный латгальский язык обязан своим развитием деятельности католической церкви. В годы гонений латгальский язык сохранялся в религиозной практике. После решения Второго Ватиканского собора (1962—1965) о переводе богослужений с латинского языка на национальные языки, латгальский язык стал использоваться в костёлах Латгалии, а также в латгальских общинах за её пределами. «Радио Латгале» ведёт передачи на латгальском языке — поддержка католической церкви Латвии.

## Современное положение латгальского языка
С восстановлением независимости интерес к латгальской культуре возрос, возобновилось издание книг и периодики. «Закон о государственном языке» 2000 года декларирует сохранение, защиту и развитие письменного латгальского языка как разновидности латышского языка. С этим постулатом категорически не согласны некоторые исследователи, которые считают, что диалект — более молодая форма старого языка, тогда как латгальский язык древнее латышского.
Латгальский язык преподаётся в некоторых университетах (в том числе — Санкт-Петербургском государственном университете), но не преподаётся в школах Латвии и не используется в официальной жизни.
В настоящее время носителями латгальского языка признаются 150 тыс. человек — преимущественно в Латгалии. Их число неуклонно снижается из-за миграции населения в крупные города, отсутствия государственной поддержки, низкого престижа. Латгальский язык подвергается ассимиляции со стороны латышского языка. 

Диалекты латышского языка

По данным исследования, опубликованным в 2009 году, 69,5 % населения Латгалии владели латгальским. В 2009 году Верховный суд постановил, что латгальский язык не может быть использован в качестве языка судебных процессов, так как государственным языком считается только литературная норма латышского языка. В 2018 году несколько избранных депутатов Сейма Латвии дали депутатскую присягу на латгальском, что является законным благодаря статусу латгальского языка как диалекта латышского.
С 2013 года проходит ежегодное награждение за вклад в латгальскую культуру Boņuks.
В 1991 году режиссёр Янис Стрейчс снял фильм «Дитя человеческое» по одноимённой повести латгальского писателя Яниса Клидзея (латыш. Jānis Klīdzējs). Это был первый художественный фильм на латгальском языке. В 2007 году, по итогам голосования зрителей национального латвийского телевидения, фильм был признан лучшим латвийским художественным фильмом.

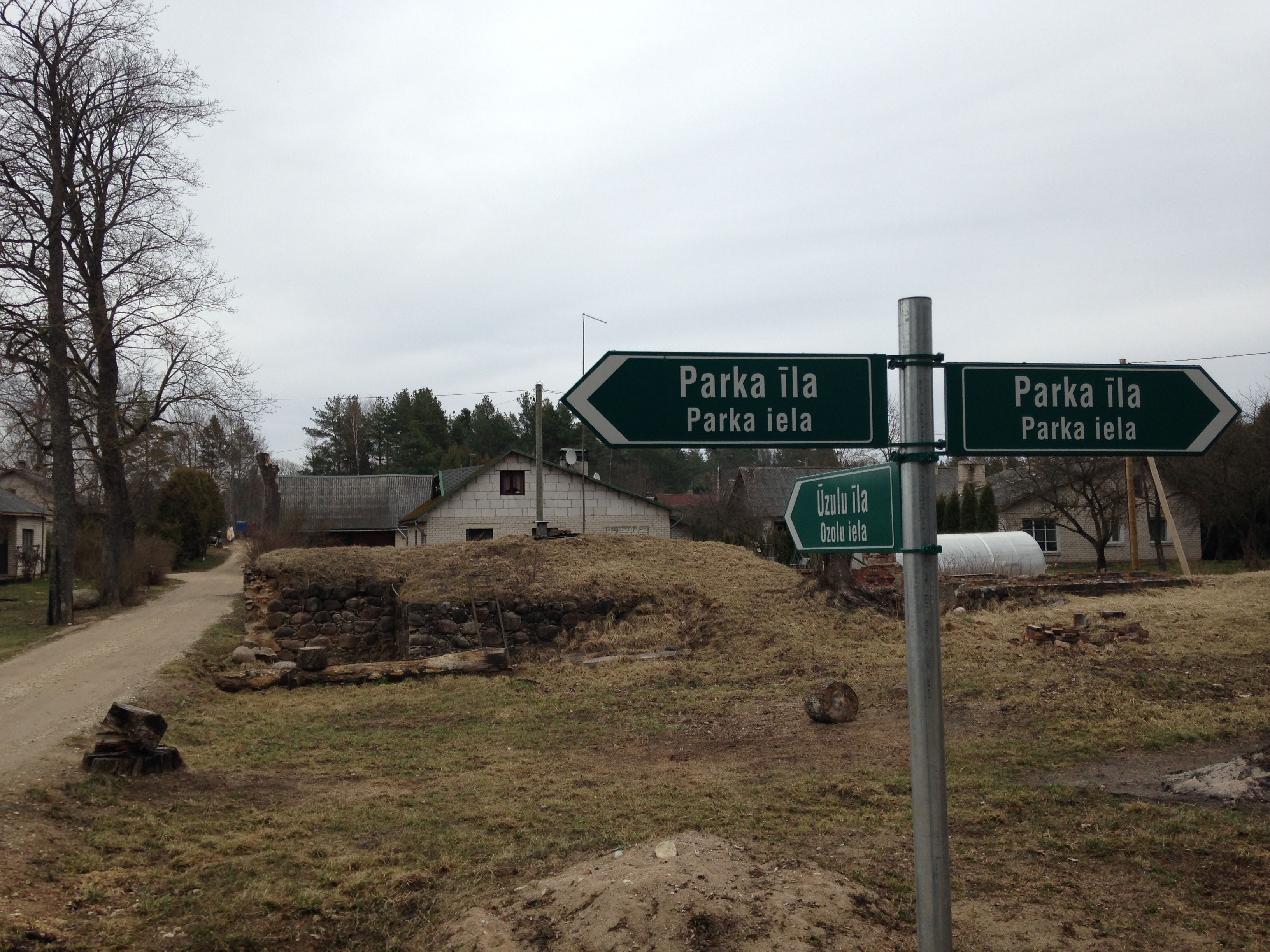
Уличные указатели на латгальском языке в Салнаве

## Диалекты
Различают три основные диалектные группы — северную, центральную и южную. Диалекты отличаются незначительными изменениями в гласных, двугласных (дифтонгах) и некоторых окончаниях. Стандарт литературного латгальского языка сформирован на основе говоров следующих населённых пунктов: Айзкалне (Ясмуйжа), Варкава, Галены (Видсмуйжа), Виляны, Сакстагалс, Озолайне, Иугулова (Макашаны), Дрицаны, Гайгалава, Бержи, Тилжа и Роговка (Наутрены).

## Письменность
Первоначально письменность латгальского языка была основана на письменности польского языка.
В букваре 1920 года использовался следующий алфавит: A a, ā, B b, C c, Č č, ç, D d, E e, ē, F f, G g, H h, I i, ī, J j, K k, L l, ļ, M m, m̧, N n, ņ. O o, ō, P p, p̧, R r, S s, Š š, ş, T t, ț, U u, ū, V v, v̧, Y y, Z z, Ž ž, z̧.
В 1929 году была утверждена новая орфография латгальского языка, которая была наиболее приближена к современной орфографии латышского языка. В 1933 году в правописание внесли некоторые изменения.
В изданном в 1992 году латгальском букваре приведён следующий вариант алфавита: A a, Ā ā, B b, C c, Č č, D d, Dz dz, Dž dž, E e, Ē ē, F f, G g, H h, I i, Ī ī, y, J j, K k, L l, Ļ ļ, M m, N n, Ņ ņ. O o, P p, R r, S s, Š š, T t, U u, Ū ū, V v, Z z, Ž ž.
В 2003 году утверждены изменения правописания, которые отходят от копирования правописания латышских слов и способствуют правильному произношению латгальских слов носителями латышского языка.
| A a | Ā ā | B b | C c | Č č | D d | E e |
| Ē ē | F f | G g | Ģ ģ | H h | I i | Y y |
| Ī ī | J j | K k | Ķ ķ | L l | Ļ ļ | M m |
| N n | Ņ ņ | O o | Ō ō | P p | R r | S s |
| Š š | T t | U u | Ū ū | V v | Z z | Ž ž |

## Основные отличия от латышского языка и связь с санскритом[3]
- Фонетические различия — изменение огласовки в большом числе случаев[15]:

| санскрит (IAST) | значение санскритской формы на русском | латгальский фонетический аналог | значение латгальского аналога | латышский смысловой аналог | русское фонетическое соответствие санскритского |
| --------------- | -------------------------------------- | ------------------------------- | ----------------------------- | -------------------------- | ----------------------------------------------- |
| abbā            | мать                                   | baba                            | бабушка                       | vecāmāte                   | баба                                            |
| bhrātṛtva       | братство                               | bratstva                        | братство                      | brālība                    | братство                                        |
| caturdala       | 4-листник                              | caturdaļa                       | четверть                      | ceturtdaļa                 | 4 доли                                          |
| divya           | божественный                           | dïva                            | от бога                       | dieva                      | дивный                                          |
| gonātha         | пастух                                 | gons                            | пастух                        | gans                       | гон                                             |
| ete             | эти                                    | itï                             | эти                           | šie                        | эти                                             |
| hroḍati         | идти                                   | brodāt                          | бродить                       | bradāt                     | бродить                                         |
| tāta            | отец                                   | tãta                            | папа                          | tētis                      | тятя                                            |
| jaḍa            | вода                                   | uūdeņs                          | вода                          | ūdens                      | вода                                            |
| jīvya           | жизнь                                  | dziīvia                         | жизнь                         | dzīve                      | живя                                            |
| kāsāra          | озеро                                  | azars                           | озеро                         | ezers                      | озеро                                           |
| khādati         | есть                                   | ādat                            | едѝте                         | ēdat                       | едѝте                                           |
| kṣīram          | молоко                                 | sïram                           | сыру                          | sieram                     | сырам                                           |
| kuṣati          | грызть                                 | kūssat                          | откусите                      | kodīsiet                   | кусать                                          |
| madā            | мёд                                    | madia                           | мёд                           | medus                      | мёд                                             |
| mātra           | мера                                   | mãrs                            | мера                          | mērs                       | мера                                            |
| mṛtya           | смерть                                 | smïrtjs                         | смерть                        | nāve                       | мёртвая                                         |
| nabhasa         | небеса                                 | dabasï                          | небеса                        | debesis                    | небеса                                          |
| pad             | нога                                   | pāds                            | пятка                         | papēdis                    | пядь                                            |
| strāva          | течение                                | strãva                          | течение                       | strãva                     | струя                                           |
| śuṣkā           | сухарь                                 | süška                           | сушка                         | sausiņš                    | сушка                                           |

- Иные личные местоимения 3-го лица, частично аналогичные литовскому языку

| на русском        | на латышском | на латгальском | на литовском |
| ----------------- | ------------ | -------------- | ------------ |
| он                | viņš         | jis            | jìs          |
| она               | viņa         | jei            | jì           |
| они (мужской род) | viņi         | jī             | jie          |
| они (женский род) | viņas        | juos           | jos          |

- Иной способ образования возвратных глаголов, когда вместо возвратного суффикса -ies (-ся) используется вторая приставка «-sa-» (так же, как в литовском «-si-»). Пример:

| на русском | на латышском | на латгальском |
| ---------- | ------------ | -------------- |
| вернуться  | atgriezties  | atsagrīzt      |

| на русском      | на латышском | на латгальском | на литовском |
| --------------- | ------------ | -------------- | ------------ |
| показываться    | rādīties     | ruodeitīs      | rodytis      |
| показаться      | parādīties   | pasaruodeit    | pasirodyti   |
| не показываться | nerādīties   | nasaruodeit    | nesirodyti   |

- Большое количество морфологических и лексических отличий, в том числе — аналогичных литовскому языку. Примеры:

| на русском                | на латышском            | на латгальском       |
| ------------------------- | ----------------------- | -------------------- |
| там, туда                 | tur                     | tī                   |
| тут, здесь                | te, šeit                | ite                  |
| почему                    | kāpēc, kādēļ            | parkū, deļ kuo       |
| всё равно                 | vienalga                | vysleidz(a), vysvīns |
| очень                     | ļoti                    | cīši, dyžan          |
| разный                    | dažāds, visāds          | vysaids              |
| быстро                    | ātri                    | dreiži, mudri        |
| здравствуй! привет!       | sveiks!                 | vasals!              |
| смотреть                  | skatīties               | vērtīs               |
| плавать                   | peldēt                  | maut                 |
| схватывать                | ķert, grābt             | giut, čupt           |
| отправляться, отправиться | doties                  | laistīs              |
| болеть                    | slimot                  | vaidēt               |
| лечиться                  | ārstēties, dziedināties | dzeidētīs            |
| потягиваться              | staipīties              | rūzeitīs             |
| удаваться                 | izdoties                | lūbtīs               |
| радуга                    | varavīksne              | dzeļvērte            |
| луч                       | stars                   | spaits               |
| тень                      | ēna                     | susātivs             |
| вопрос                    | jautājums, vaicājums    | vaicuojums           |
| образование               | izglītība               | vuiceiba             |
| память                    | atmiņa                  | atguods              |
| желание                   | vēlēšanās               | gribiejums           |
| выговор, прорицание       | rājiens                 | druove               |
| лень                      | slinkums                | natikleiba           |
| завтрак                   | brokastis               | reitiškys            |
| плохой                    | slikts                  | nalobs               |
| больной                   | slims                   | navasals             |
| ловкий                    | veikls                  | mosnys               |
| мальчик                   | zēns                    | puiškyns             |
| бабушка                   | vecmamma                | vace                 |
| щёки                      | vaigi                   | byudi                |
| дёсны                     | smaganas                | muzlys               |
| виски                     | deniņi                  | dzausnys             |
| щиколотки                 | potītes                 | pavuorškys           |
| штаны, брюки              | bikses                  | iuzys                |
| юбка                      | svārki                  | snuotine             |
| пальто                    | mētelis                 | sveita               |
| ложка                     | karote                  | lizeika              |
| кружка                    | krūzīte                 | pūdeņš               |
| дом                       | māja(s)                 | sāta                 |
| постройка, здание         | ēka                     | kuorms               |
| часы                      | pulkstenis              | stuņdinīks           |
| колесо                    | ritenis                 | skrytuļs             |
| круг                      | aplis                   | rots, rypuļs         |
| овца                      | aita                    | vuška                |
| обезьяна                  | pērtiķis, mērkaķis      | naups                |
| ящерица                   | ķirzaka                 | škierzlots           |
| аист                      | stārķis                 | žugure               |

| на русском         | на латышском     | на латгальском         | на литовском        |
| ------------------ | ---------------- | ---------------------- | ------------------- |
| вокруг, кругом     | apkārt           | apleik                 | aplink              |
| палка              | nūja             | vāzda                  | lazda               |
| почему?            | kāpēc? kādēļ?    | parkū? dēļ kuo?        | kodėl?              |
| всегда             | vienmēr          | vysod                  | visad(a)            |
| клубок, ком        | kamols           | komuļş                 | kamuolys            |
| расспрашивать      | taujāt, izjautāt | klaust                 | klausti, klausinėti |
| девушка            | meita, meitene   | mārga                  | mergina, merga      |
| платок             | lakatiņš         | skareņa                | skarelė             |
| платье             | kleita           | sukne                  | suknelė             |
| купаться           | peldēties        | mauduotīs              | maudytis            |
| вершина            | galotne          | viersyune              | viršūnė             |
| столб              | stabs            | stulps                 | stulpas             |
| читать             | lasīt            | skaiteit               | skaityti            |
| приходить, прийти  | atnākt           | atīt                   | ateiti              |
| ряд, очередь       | rinda            | aiļa                   | eilė                |
| сесть              | apsēsties        | atsasēst               | atsisėsti           |
| отвечать, ответить | atbildēt         | atsaceit               | atsakyti            |
| тискать, жать      | spaidīt          | maidzeit               | maigyti             |
| простудиться       | saaukstēties     | puorsaļt               | peršalti            |
| холодно            | auksti           | solts                  | šalta               |
| рябина             | pīlādzis         | cārmyukša              | šermukšnis          |
| плуг               | arkls            | plugs                  | plūgas              |
| ошибка             | kļūda            | klaida                 | klaida              |
| страница           | lappuse          | puslopa                | puslapis            |
| вниз               | lejup            | zamyn                  | žemyn               |
| и                  | un, arī          | i (<исторически от ir) | ir                  |
| устроиться         | iekārtoties      | īsataiseit             | įsitaisyti          |
| семья              | ģimene           | saime                  | šeima               |
| родина             | dzimtene         | tāvaine                | tėvynė              |
| восток             | austrumi         | reiti                  | rytai               |
| запад              | rietumi          | vokori                 | vakarai             |
| встать             | piecelties       | atsastuot              | atsistoti           |
| следующий          | nākošais         | cyts                   | kitas               |
| жечь, саднить      | sūrstēt          | pierkšēt               | perštėti            |
| ножницы            | šķēres           | zirklis                | žirklės             |

- Большинство топонимов имеют разное звучание в латгальском и латышском языках.

| на русском                        | на латышском     | на латгальском |
| --------------------------------- | ---------------- | -------------- |
| Латгалия                          | Latgale          | Latgola        |
| Рига                              | Rīga             | Reiga          |
| Резекне                           | Rēzekne          | Rēzne          |
| Даугавпилс                        | Daugavpils       | Daugpiļs       |
| Екабпилс                          | Jēkabpils        | Jākubmīsts     |
| Ливаны                            | Līvāni           | Leivuons       |
| Балви                             | Balvi            | Bolvi          |
| Елгава (исторически также Митава) | Jelgava (Mītava) | Meitova        |

### На русском языке
- «Латгальцы — не ошибка природы» Лидия Лейкума о латгальцах Сибири
- Книжное издательство Латгальского Культурного центра

### На латгальском языке
- Латышско-латгальский словарь
- Портал latgola.lv
- Две литературные традиции латышей

### На английском языке
- Cilveka berns (1991) on IMDB